# Larak Szahri
Larak Szahri (pers. لارك شهري) – wieś w południowym Iranie, w ostanie Hormozgan, na wyspie Larak. W 2006 roku miejscowość liczyła 466 mieszkańców w 98 rodzinach.